# Sandown Raceway
Sandown Raceway is een circuit nabij Melbourne, Australië. Op het circuit vindt jaarlijks de Sandown 500 plaats, een race om het V8 Supercars kampioenschap.

## Geschiedenis
Sandown Raceway was aanvankelijk bedoeld als paardenraceparcours. Er werd echter begonnen met de aanleg van een racecircuit om de paardenbaan, welke eerder geopend werd. In 1962 vond de eerste race plaats op het circuit, in 1965 vond pas de eerste paardenrace plaats.